# 개주
개주(開州)는 요나라가 동경도에 설치한 행정 구역 가운데 하나이다. 현재 단둥 시 일대에 존재했다.
군명은 진국군(鎭國軍)이었다.

## 연혁
928년 동란국을 요동으로 옮기는 과정에서 현재 지린성 훈춘, 함경북도 일대에 설치되었던 동경 용원부를 압록강 하구인 현재의 단둥지역으로 옮긴 후 이름을 개주 진국군으로 개명했다. 옮겨지고 남은 동경용원부성은 방치되어 버려졌다. 1014년, 쌍주(雙州, 현재 랴오닝성 톄링 시 서부), 한주(韓州)의 주민 1,000호를 이리로 옮겨 채우고 개봉부 개원군(開封府 開遠軍)이라 개명하고 절도를 두었다. 나중에 진국군으로 복귀했다. 동경유수(東京留守)에 소속되었으며, 이곳의 군정을 동경통군사(東京統軍司)에 속하였다.

## 행정 구역
총 3주 1현을 통치했다. 발해대 용원부의 직속으로 있던 용원현, 영안현, 오산현, 벽곡현, 웅산현, 백양현은 거란의 발해정복이후 폐지되었다.
| 현/주명 | 한자   | 발해시기의 위치                                          | 거란대 옮긴 위치          | 인구    | 비고 |
| ------- | ------ | -------------------------------------------------------- | ------------------------- | ------- | --- |
| 개원현  | 開遠縣 | 지린성 훈춘시 온특혁부성(溫特赫部城), 팔련성(八蓮城)일대 | 랴오닝성 단둥 시 펑청 시  | 1,000호 | 본래 책성(柵城)지역으로 고구려와 발해때 용원현(龍原縣)이라고 했다. 거란에서 폐지했다가 요 성종대 고려-거란 전쟁을 할 때 다시 설치하고 군대를 주둔시켰다.                                                        |
| 염주    | 鹽州   | 프리모르스키 크라이 크라스키노 동남 염주성               | 랴오닝 성 단둥 시 펑청 시 | 300호   | 발해의 용하군(龍河郡)으로 4개의 속현을 거느렸는데, 모두 폐지되었다. 개주에서 140리 거리에 있다. |
| 목주    | 穆州   | 함경북도 경원군 용북동?                                  | 안산 시 슈옌 만족 자치현  | 300호   | 보화군(保和軍)이 설치되어 있으며 자사를 두었다. 발해의 회농군(會農郡)으로 4개현이 있었는데, 거란이 발해를 정복한 이후 4개현이 모두 폐지되었다. 동북으로 120리거리에 개주가 있다. 회농현(會農縣)하나만 통치했다. |
| 하주    | 賀州   | 미상                                                     | 미상                      | 300호   | 발해에서 길리군(吉理郡)이라고 불렀다. 거란에선 자사를 두었다. |